# Oaxaca (geslacht)
Oaxaca is een geslacht van rechtvleugeligen uit de familie veldsprinkhanen (Acrididae). De wetenschappelijke naam van dit geslacht is voor het eerst geldig gepubliceerd in 2011 door Fontana, Buzzetti & Mariño-Pérez.

## Soorten
Het geslacht Oaxaca omvat de volgende soorten:
- Oaxaca carinata Fontana, Buzzetti & Mariño-Pérez, 2011
- Oaxaca colorata Fontana, Buzzetti & Mariño-Pérez, 2011